# Сеиба (Сеиба, Порторико)
Сеиба (шп. Ceiba, Ceiba County) град је у америчкој острвској територији Порторико, острвској држави Кариба.

## Демографија
По попису из 2010. године број становника је 5.633, што је 644 (-10,3%) становника мање него 2000. године.
| Група             | 2000.         | 2010.         |
| Белци             | 131 (2,1%)    | 26 (0,5%)     |
| Афроамериканци    | 650 (10,4%)   | 1.005 (17,8%) |
| Азијати           | 31 (0,5%)     | 12 (0,2%)     |
| Хиспаноамериканци | 6.055 (96,5%) | 5.590 (99,2%) |
| Укупно            | 6.277         | 5.633         |